# Agrypon brachypterum
Agrypon brachypterum är en stekelart som beskrevs av Förster 1860. Agrypon brachypterum ingår i släktet Agrypon och familjen brokparasitsteklar. Inga underarter finns listade i Catalogue of Life.